# Seo White Hat
El SEO de sombrero blanco (del inglés White Hat SEO) es un conjunto de técnicas y prácticas de optimización para motores de búsqueda que siguen las directrices y políticas establecidas por los buscadores, especialmente Google. Este enfoque se centra en optimizar sitios web de manera ética y sostenible, priorizando la experiencia del usuario y la calidad del contenido.

## Historia
El término "White Hat SEO" surgió a principios de la década de 2000, como contraposición al "Black Hat SEO". La denominación proviene de las películas western americanas, donde los "sombreros blancos" representaban a los héroes o personajes éticamente correctos. La necesidad de distinguir entre prácticas éticas y no éticas en SEO se hizo más evidente con la evolución de los algoritmos de Google, especialmente tras actualizaciones importantes como Florida (2003) y Penguin (2012).

## Características principales
Las prácticas de SEO de sombrero blanco se caracterizan por:

### Contenido de calidad
La creación de contenido original, relevante y valioso para los usuarios es fundamental. Esto incluye:
- Investigación exhaustiva de los temas
- Redacción clara y precisa
- Actualización regular del contenido
- Enfoque en las necesidades del usuario

### Optimización técnica
La optimización técnica se realiza siguiendo las mejores prácticas recomendadas:
- Estructura web clara y navegable
- Tiempos de carga optimizados
- Diseño responsivo para dispositivos móviles
- URLs amigables y descriptivas

### Enlaces naturales
La construcción de enlaces se realiza de manera orgánica mediante:
- Creación de contenido enlazable
- Relaciones genuinas con otros sitios web
- Participación en la comunidad en línea
- Marketing de contenidos

## Ventajas
El SEO de sombrero blanco ofrece múltiples beneficios:
- Resultados sostenibles a largo plazo
- Menor riesgo de penalizaciones
- Mejor experiencia de usuario
- Mayor credibilidad y autoridad en el sector

## Diferencias con Black Hat SEO
| White Hat SEO             | Black Hat SEO                                  |
| ------------------------- | ---------------------------------------------- |
| Contenido original        | Contenido duplicado o generado automáticamente |
| Enlaces naturales         | Compra de enlaces                              |
| Palabras clave relevantes | Keyword stuffing                               |
| Títulos descriptivos      | Cloaking                                       |

## Herramientas y técnicas

### Herramientas populares
Las herramientas más utilizadas en White Hat SEO incluyen:
- Google Search Console
- Google Analytics
- Screaming Frog
- Ahrefs
- SEMrush

### Técnicas recomendadas
- Investigación de palabras clave
- Optimización de meta descripciones
- Estructuración de contenido con encabezados HTML
- Optimización de imágenes
- Creación de sitemaps XML